# 姜萊燕
姜莱燕（韓語：강래연，1981年3月19日—），韓國女演員。是擁有中華民國國籍的韓國華僑。

## 個人生活
姜莱燕是在韩国长大的华侨第三代，直到高中皆就读于华侨学校，故可以说流利的中文。她的父亲保留了中华民国籍，母亲则是韩国人，她随父亲保留了中华民国籍。

## 演出作品

### 電視劇
- 2000年：KBS《小蓋子》飾演 周末順
- 2003年：MBC《我的麻煩男友》
- 2005年：KBS《這該死的愛情》
- 2007年：KBS《比天高比地厚》
- 2008年：SBS《On Air》飾演 台灣觀光局副局長
- 2010年：MBC《逆轉女王》飾演 蘇侑景
- 2011年：SBS《對我說謊試試》飾演 萊燕
- 2011年：SBS《千日的約定》
- 2015年：SBS《愛你的時間》飾演 姜娜英
- 2015年：MBC《我的女兒，琴四月》飾演 姜吉萊
- 2016年：搜狐視頻《評價女王》飾演 李熙妍
- 2018年：SBS《油膩的Melo》飾演 宮萊燕
- 2020年：tvN《日與夜》飾演 閔有羅
- 2022年：SBS《今日的網漫》飾演 奇由美

### 電影
- 1998年：《最高》
- 2002年：《Madeleine》
- 2005年：《蘋果》
- 2006年：《Fly High》
- 2007年：《Miss Gold Digger》（特別出演）
- 2011年：《陽光姊妹淘》
- 2012年：《犯罪少年》
- 2018年：《人魚傳說》

## 外部連結
- 姜萊燕的Instagram帳戶